# Пляжный волейбол на летних юношеских Олимпийских играх 2018
Соревнования по пляжному волейболу на летних юношеских Олимпийских играх 2018 года пройдут с 7 по 17 октября в парке Tres de Febrero в Буэнос-Айресе, столице Аргентины. Будут разыграны 2 комплекта наград: у юношей и девушек. В соревнованиях, согласно правилам, смогут принять участие спортсмены рождённые с 1 января 2000 года по 31 декабря 2003 года.

## История
Пляжный волейбол является постоянным видом программы, который дебютировал на II летних юношеских Олимпийских играх в Нанкине.
На прошлых играх в 2014 году в пляжном волейболе также разыгрывалось два комплекта наград. Программа соревнований не изменилась.

## Квалификация
В общей сложности 32 команды будут участвовать у юношей и у девушек.
В каждый Национальный олимпийский комитет (НОК) могут войти не более 2 команды по 2 спортсмена, по 1 на каждый пол.
В качестве принимающей стороны Аргентине была предоставлена максимальная квота и ещё 10 команд, по 5 из которых были определены трехсторонней комиссией.
Остальные квоты были определены в 2018 году на Чемпионате Мира u19. Чемпионат Мира U19 имел приоритет над континентальными отборочными турнирами. Каждому региону выделяется по пять команд на каждый пол, однако для того, чтобы континенту была предоставлена полная квота, участие должно быть на 50 % турниров, тогда квоты не сокращены.
Общее число спортсменов, которые выступят на соревнованиях, было определено Международным олимпийским комитетом и составило 128 человек (по 64 у юношей и девушек).

## Календарь
| ЦО | Церемония открытия | ● | Квалификации | 2 | Финалы соревнований | ЦЗ | Церемония закрытия |

| Октябрь          | 06 Сб | 07 Вс | 08 Пн | 09 Вт | 10 Ср | 11 Чт | 12 Пт | 13 Сб | 14 Вс | 15 Пн | 16 Вт | 17 Ср | 18 Чт | Соревнования |
| ---------------- | ----- | ----- | ----- | ----- | ----- | ----- | ----- | ----- | ----- | ----- | ----- | ----- | ----- | ------------ |
| Пляжный волейбол | ●     | ●     | ●     | ●     | ●     | ●     | ●     | ●     | ●     | ●     | ●     | 2     | ●     | 2            |

## Медалисты
Сокращения: WYB — высшее мировое достижение среди юношей

## Медали
| Дисциплина | Золото | Золото | Серебро | Серебро | Бронза | Бронза |
| ---------- | ------ | ------ | ------- | ------- | ------ | ------ |
| Юноши.     |        |        |         |         |        |        |
| Девушки.   |        |        |         |         |        |        |